# Fannia dasyops
Fannia dasyops är en tvåvingeart som först beskrevs av Stein 1900.  Fannia dasyops ingår i släktet Fannia och familjen takdansflugor.
Artens utbredningsområde är Bolivia. Inga underarter finns listade i Catalogue of Life.